# Historia Wietnamu

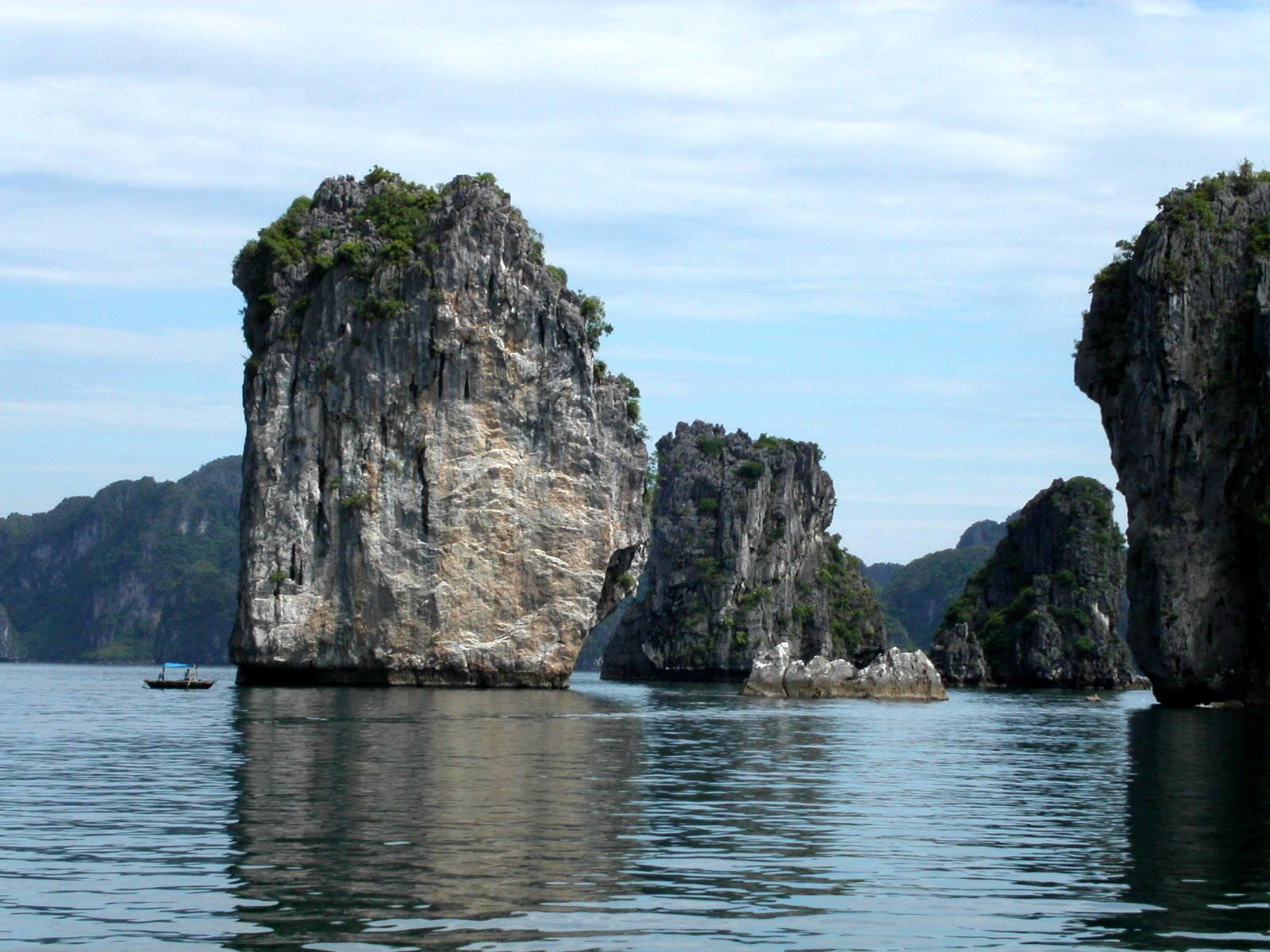
Wietnam, zatoka Hạ Long

Historia Wietnamu dla większej przejrzystości i zmniejszenia objętości została podzielona na pięć artykułów, porządkujących historię Wietnamu chronologicznie:

## Do roku 1843
Według ustnych przekazów państwo wietnamskie zostało założone w 2879 r. p.n.e. przez pochodzącą od chińskich bogów dynastię Hồng Bàng. Pierwsze zapisy historyczne o tym państwie pojawiły się w kronikach chińskich około 500 r. p.n.e. Systematyczne zapisy pojawiają się jednak dopiero po 111 r. p.n.e., po podboju chińskim. Mimo licznych prób oswobodzenia się okupacja trwała ponad tysiąc lat. Ostatecznie Wietnam uzyskał niepodległość w 938 r. n.e. i utrzymał ją do połowy XIX stulecia. W tym okresie państwo wietnamskie powiększyło kilkakrotnie swój obszar, zajmując terytoria południowych sąsiadów.
W XVII wieku Wietnam stał się polem działania misjonarzy katolickich, co spowodowało – pomimo prześladowań ze strony administracji cesarskiej – że kraj (jako jedyny na Dalekim Wschodzie, nie licząc Filipin) stał się ostoją katolicyzmu. Misjonarze, tacy jak Aleksander de Rhodes, przyczynili się rozwoju społeczeństwa, stworzyli podstawy nowoczesnego alfabetu wietnamskiego, ale jednocześnie swą działalnością sprawili, że ostatecznie kraj popadł w zależność od Francji.

## Od 1843 do II wojny światowej
Historia Wietnamu (1843–1940) to czas podboju Wietnamu i uczynienia zeń protektoratu, w rzeczywistości zaś kolonii francuskiej. Skutkiem podboju, którego potrzebował zarówno cesarz Napoleon III, jak i Marynarka Wojenna, Francuzi zajęli cały Wietnam i Kambodżę, a wkrótce potem Laos. Do wybuchu II wojny światowej utrzymywali swe kolonie azjatyckie siłą, nie wyrzekając się przemocy i terroru. Jednocześnie jednak Wietnam wychodził ze wcześniejszego izolacjonizmu. Większość politycznych i wojskowych przywódców wietnamskich, którzy mieli pokonać Francuzów i Amerykanów, miała staranne wykształcenie na poziomie europejskim. Na czele ruchu narodowowyzwoleńczego stanął uznawany dzisiaj za bohatera narodowego i twórcę współczesnego Wietnamu działacz komunistyczny, Hồ Chí Minh.

## Od II wojny światowej do wojny wietnamskiej
W roku 1940 na teren Indochin wkroczyła armia japońska. W porozumieniu z francuskim rządem Vichy pozostawiła nietkniętą administrację kolonialną i garnizony wojsk francuskich, ściągając jednocześnie znaczne kontrybucje na potrzeby wojny, prowadzonej w Syjamie i Birmie. Powstała w roku 1941 partyzantka Việt Minh na czele Hồ Chí Minhem korzystała w znacznej mierze z pomocy amerykańskiej, co przyczyniło się do tego, że w roku 1945 (po pokonaniu Japonii) partyzanci ogłosili powstanie Demokratycznej Republiki Wietnamu ze stolicą w Hanoi. Francuzi zareagowali akcją zbrojną, która wkrótce przerodziła się w otwartą wojnę (I wojna indochińska), zakończoną klęską Francuzów pod Dien Bien Phu.
Według ustaleń genewskiej konferencji pokojowej w roku 1954 kraj został podzielony tymczasową linią demarkacyjną na 17. równoleżniku na dwie strefy: rządzoną przez komunistów Północ i rządzone przez zwolenników Francji Południe. W następnej kolejności miało zostać przeprowadzone referendum zjednoczeniowe. W wyniku działań politycznych i problemów z porozumieniem się stron do referendum nigdy nie doszło, a tymczasowa linia demarkacyjna stała się granicą między dwoma państwami wietnamskimi.

## Wojna wietnamska (1957–1975)
Głównymi stronami konfliktu były z jednej strony Demokratyczna Republika Wietnamu (wspierana przez kraje socjalistyczne) oraz wspierane przez to państwo organizacje komunistyczne w Wietnamie Południowym, Laosie i Kambodży. Z drugiej strony stała Republika Wietnamu i wspierająca ją koalicja międzynarodowa, obejmująca Stany Zjednoczone i ich sojuszników – Koreę Południową, Tajlandię, Australię, Nową Zelandię i Filipiny. De facto stroną konfliktu były również Kambodża i Laos. Walki toczyły się na terytorium Wietnamu Południowego, Laosu i Kambodży. Amerykańskie naloty bombowe objęły także terytorium Wietnamu Północnego. Do wojny doszło, gdy w Stanach Zjednoczonych przyjęto "teorię domina", która zakładała, że państwa socjalistyczne (ZSRR i ChRL) będą dążyć do opanowania krajów Trzeciego Świata poprzez atakowanie państw sąsiadujących z już opanowanymi. Z tej przyczyny – gdy Wietnam Północny zaczął aktywnie wspierać lewicową partyzantkę na południu – w Waszyngtonie podjęto decyzję o przyjściu rządowi w Sajgonie z pomocą. Z biegiem czasu instruktorów wojskowych zastąpiły regularne oddziały amerykańskich sił zbrojnych, by w szczytowym okresie (rok 1968) skoncentrować w Wietnamie ponad 500 tysięcy żołnierzy amerykańskich.  Na skutek ogromnych strat, ponoszonych przez wojska amerykańskie, i coraz większego oporu społeczeństwa Stanów Zjednoczonych, za prezydentury Richarda Nixona podjęto decyzję o "wietnamizacji" wojny i wycofaniu się z konfliktu, co nastąpiło w roku 1972. Dobrze uzbrojona, ale źle wyszkolona i zdemoralizowana armia południowowietnamska stawiała opór do wiosny 1975 roku, kiedy to w ciągu kilku miesięcy została pobita przez słabsze siły z północy. 30 kwietnia 1975 roku siły północnowietnamskie aresztowały ostatniego przywódcę Wietnamu Południowego, generała Dương Văn Minha. Wojna zakończyła się bezspornym zwycięstwem komunistów i zjednoczeniem Wietnamu.

## Od wojny wietnamskiej
Po zwycięskiej wojnie i utworzeniu w roku 1976 Socjalistycznej Republiki Wietnamu, na terenie Indochin zaznaczyła się okresowa przewaga militarno-polityczna Wietnamu. W latach 1977–1978 stosunki Wietnamu z ChRL uległy pogorszeniu. Główną przyczyną było współzawodnictwo o dominację polityczną w Indochinach, a także zbliżenie Hanoi z Moskwą, którą Pekin uznawał za głównego wroga. Po interwencji Wietnamu w Kambodży, w wyniku której upadł reżim Czerwonych Khmerów (wojna kambodżańsko-wietnamska), Chiny dokonały inwazji, wywołując wojnę chińsko-wietnamską. 
Rząd Wietnamu wsparł też zagraniczne ruchy rewolucyjne zwalczające proamerykańskie rządy - w latach 80. popierał komunistycznych powstańców na Filipinach oraz szkolił partyzantów FARC toczących wojnę z rządem Kolumbii. Dopiero po wejściu Wietnamu na drogę gospodarki rynkowej w roku 1986 nastąpiło stopniowe odchodzenie od polityki konfrontacji. W roku 1995 Wietnam nawiązał stosunki dyplomatyczne z USA, wstąpił do ASEAN i WTO oraz znormalizował stosunki z ChRL. Obecnie Wietnam jest jednym z prężniej rozwijających się krajów Azji Południowo-Wschodniej.